# Belgiens damjuniorlandslag i volleyboll
Belgiens damjuniorlandslag i volleyboll representerar Belgien i juniorsammanhang på damsidan i volleyboll. De har än så länge haft sina största framgångar omkring 2010, då de bland annat vann U18-EM 2009. 

## Resultat
| Tävling    | Guld | Silver | Brons |
| U19/U20-EM | -    | -      | 1     |

| Kronologisk resultatlista | Kronologisk resultatlista | Kronologisk resultatlista |
| ------------------------- | ------------------------- | ------------------------- |
| Pos.                      | Tävling                   | År                        |
| 8                         | U20/U21-VM                | 2011                      |
| 13                        | U20/U21-VM                | 2021                      |
| 3                         | U19/U20-EM                | 2024                      |

| Tävling    | Guld | Silver | Brons |
| U19/U20-EM | -    | -      | 1     |

| Kronologisk resultatlista | Kronologisk resultatlista | Kronologisk resultatlista |
| ------------------------- | ------------------------- | ------------------------- |
| Pos.                      | Tävling                   | År                        |
| 8                         | U20/U21-VM                | 2011                      |
| 13                        | U20/U21-VM                | 2021                      |
| 3                         | U19/U20-EM                | 2024                      |

| Sport | volleyboll |      |
| Resultat |            |      |
| \| Kronologisk resultatlista \| Kronologisk resultatlista \| Kronologisk resultatlista \| \| ------------------------- \| ------------------------- \| ------------------------- \| \| Pos. \| Tävling \| År \| \| 12 \| U19/U20-EM[3] \| 1969 \| \| 12 \| U19/U20-EM[4] \| 1973 \| \| 11 \| U19/U20-EM[5] \| 1975 \| \| 10 \| U19/U20-EM[6] \| 1984 \| \| 4 \| U19/U20-EM \| 1998 \| \| 11 \| U19/U20-EM \| 2000 \| \| 8 \| U19/U20-EM \| 2006 \| \| 7 \| U19/U20-EM[7] \| 2008 \| \| 11 \| U19/U20-EM[8] \| 2010 \| \| 8 \| U19/U20-EM[9] \| 2012 \| \| 8 \| U19/U20-EM[10] \| 2014 \| \| 4 \| U19/U20-EM[11] \| 2016 \| |            |      |
| Redigera uppgifter i faktarutan |            |      |
| Kronologisk resultatlista |            |      |
| Pos. | Tävling    | År   |
| 12 | U19/U20-EM | 1969 |
| 12 | U19/U20-EM | 1973 |
| 11 | U19/U20-EM | 1975 |
| 10 | U19/U20-EM | 1984 |
| 4 | U19/U20-EM | 1998 |
| 11 | U19/U20-EM | 2000 |
| 8 | U19/U20-EM | 2006 |
| 7 | U19/U20-EM | 2008 |
| 11 | U19/U20-EM | 2010 |
| 8 | U19/U20-EM | 2012 |
| 8 | U19/U20-EM | 2014 |
| 4 | U19/U20-EM | 2016 |

| Kronologisk resultatlista | Kronologisk resultatlista | Kronologisk resultatlista |
| ------------------------- | ------------------------- | ------------------------- |
| Pos.                      | Tävling                   | År                        |
| 12                        | U19/U20-EM                | 1969                      |
| 12                        | U19/U20-EM                | 1973                      |
| 11                        | U19/U20-EM                | 1975                      |
| 10                        | U19/U20-EM                | 1984                      |
| 4                         | U19/U20-EM                | 1998                      |
| 11                        | U19/U20-EM                | 2000                      |
| 8                         | U19/U20-EM                | 2006                      |
| 7                         | U19/U20-EM                | 2008                      |
| 11                        | U19/U20-EM                | 2010                      |
| 8                         | U19/U20-EM                | 2012                      |
| 8                         | U19/U20-EM                | 2014                      |
| 4                         | U19/U20-EM                | 2016                      |

| Tävling    | Guld | Silver | Brons |
| U18/U19-VM | -    | -      | 1     |
| U17/U18-EM | 1    | -      | 1     |

| Kronologisk resultatlista | Kronologisk resultatlista | Kronologisk resultatlista |
| ------------------------- | ------------------------- | ------------------------- |
| Pos.                      | Tävling                   | År                        |
| 5                         | U17/U18-EM                | 1999                      |
| 4                         | U17/U18-EM                | 2007                      |
|                           | U18/U19-VM                | 2007                      |
| 1                         | U17/U18-EM                | 2009                      |
| 3                         | U18/U19-VM                | 2009                      |
| 10                        | U17/U18-EM                | 2011                      |
| 3                         | U17/U18-EM                | 2015                      |
|                           | U18/U19-VM                | 2015                      |

| Tävling    | Guld | Silver | Brons |
| U18/U19-VM | -    | -      | 1     |
| U17/U18-EM | 1    | -      | 1     |

| Kronologisk resultatlista | Kronologisk resultatlista | Kronologisk resultatlista |
| ------------------------- | ------------------------- | ------------------------- |
| Pos.                      | Tävling                   | År                        |
| 5                         | U17/U18-EM                | 1999                      |
| 4                         | U17/U18-EM                | 2007                      |
|                           | U18/U19-VM                | 2007                      |
| 1                         | U17/U18-EM                | 2009                      |
| 3                         | U18/U19-VM                | 2009                      |
| 10                        | U17/U18-EM                | 2011                      |
| 3                         | U17/U18-EM                | 2015                      |
|                           | U18/U19-VM                | 2015                      |

| Sport | volleyboll |      |
| Resultat |            |      |
| \| Kronologisk resultatlista \| Kronologisk resultatlista \| Kronologisk resultatlista \| \| ------------------------- \| ------------------------- \| ------------------------- \| \| Pos. \| Tävling \| År \| \| 7 \| U16/U17-EM[17] \| 2023 \| |            |      |
| Redigera uppgifter i faktarutan |            |      |
| Kronologisk resultatlista |            |      |
| Pos. | Tävling    | År   |
| 7 | U16/U17-EM | 2023 |

| Kronologisk resultatlista | Kronologisk resultatlista | Kronologisk resultatlista |
| ------------------------- | ------------------------- | ------------------------- |
| Pos.                      | Tävling                   | År                        |
| 7                         | U16/U17-EM                | 2023                      |

| Webbplats | http://www.volleybelgium.be/nl/ |      |
| Sport | volleyboll                      |      |
| Resultat |                                 |      |
| \| Kronologisk resultatlista \| Kronologisk resultatlista \| Kronologisk resultatlista \| \| ------------------------- \| ------------------------- \| ------------------------- \| \| Pos. \| Tävling \| År \| \| 12 \| U16/U17-EM[18] \| 2017 \| \| 11 \| U16/U17-EM[19] \| 2019 \| \| 10 \| U16/U17-EM[20] \| 2021 \| |                                 |      |
| Redigera uppgifter i faktarutan |                                 |      |
| Kronologisk resultatlista |                                 |      |
| Pos. | Tävling                         | År   |
| 12 | U16/U17-EM                      | 2017 |
| 11 | U16/U17-EM                      | 2019 |
| 10 | U16/U17-EM                      | 2021 |

| Kronologisk resultatlista | Kronologisk resultatlista | Kronologisk resultatlista |
| ------------------------- | ------------------------- | ------------------------- |
| Pos.                      | Tävling                   | År                        |
| 12                        | U16/U17-EM                | 2017                      |
| 11                        | U16/U17-EM                | 2019                      |
| 10                        | U16/U17-EM                | 2021                      |